# Фінал кубка Італії з футболу 1976
Фінал Кубка Італії з футболу 1976 — фінальний матч розіграшу Кубка Італії сезону 1975—1976, в якому зустрічались «Наполі» і «Верона». Матч відбувся 29 червня 1976 року на «Стадіо Олімпіко» в Римі.

## Шлях до фіналу
| Наполі     | Наполі        | Раунд                            | Верона         | Верона        |
| ---------- | ------------- | -------------------------------- | -------------- | ------------- |
| Суперник   | Результат     | Кубок Італії з футболу 1975—1976 | Суперник       | Результат     |
| Чезена     | 0–0 на виїзді | Перший груповий раунд            | Торіно         | 2–0 вдома     |
| Реджана    | 2–1 вдома     | Перший груповий раунд            | Катанія        | 0–0 вдома     |
| Фоджа      | 4–2 вдома     | Перший груповий раунд            | Кальярі        | 3–1 на виїзді |
| Палермо    | 3–0 на виїзді | Перший груповий раунд            | Новара         | 2–1 на виїзді |
| Фіорентіна | 0–0 вдома     | Другий груповий раунд            | Лаціо          | 3–0 вдома     |
| Мілан      | 2–0 на виїзді | Другий груповий раунд            | Дженоа         | 1–1 на виїзді |
| Сампдорія  | 2–1 вдома     | Другий груповий раунд            | Дженоа         | 1–0 вдома     |
| Фіорентіна | 1–1 на виїзді | Другий груповий раунд            | Інтернаціонале | 1–3 на виїзді |
| Мілан      | 2–1 вдома     | Другий груповий раунд            | Лаціо          | 0–0 на виїзді |
| Сампдорія  | 2–2 на виїзді | Другий груповий раунд            | Інтернаціонале | 2–0 вдома     |

## Фінал
| 29 червня 1976 |

| «Наполі»                                       | 4:0 | «Верона» |
| ---------------------------------------------- | --- | -------- |
| Джинулфі 75' (аг) Бралья 77' Савольді 79', 86' |     |          |

| «Стадіо Олімпіко», Рим Арбітр: Річчардо Латтанці |

|                    |  |                      |  |
|                    |  |                      |  |
| В                  |  | П'єтро Карміньяні    |  |
| З                  |  | Джузеппе Брусколотті |  |
| З                  |  | Антоніо Ла Пальма    |  |
| З                  |  | Тарчізіо Бурньїч     |  |
| З                  |  | Джованні Ваваззорі   |  |
| ПЗ                 |  | Андреа Орландіні     |  |
| ПЗ                 |  | Антоніо Юліано       |  |
| ПЗ                 |  | Сальваторе Еспозіто  |  |
| Н                  |  | Джузеппе Масса       |  |
| Н                  |  | Джузеппе Савольді    |  |
| Н                  |  | Джорджо Бралья       |  |
| Головний тренер:   |  |                      |  |
| Альберто Дельфраті |  |                      |  |

|                      |  |                    |  |     |
|                      |  |                    |  |     |
| В                    |  | Альберто Джинулфі  |  |     |
| З                    |  | Клаус Баклекнер    |  |     |
| З                    |  | Паоло Сірена       |  |     |
| З                    |  | Сауро Кателлані    |  |     |
| З                    |  | Франко Нанні       |  |     |
| З                    |  | Вальтер Францот    |  |     |
| ПЗ                   |  | Франческо Гвідолін |  | 77' |
| ПЗ                   |  | Емільяно Маскетті  |  |     |
| ПЗ                   |  | Аделіо Моро        |  |     |
| Н                    |  | Лівіо Луппі        |  | 67' |
| ПЗ                   |  | Джанфранко Дзігоні |  |     |
| Запасні:             |  |                    |  |     |
| ПЗ                   |  | Серджіо Вріц       |  | 77' |
| ПЗ                   |  | Емільяно Маккі     |  | 67' |
| Головний тренер:     |  |                    |  |     |
| Ферруччо Валькареджі |  |                    |  |     |